# ČT3
ČT3 (hovorově Trojka) byla televizní stanice České televize, která vysílala v letech 2020–2023. Její vysílání bylo zahájeno 23. března 2020 během pandemie covidu-19, kdy byla jako nostalgický kanál určena především pro seniory, neboť její programová skladba byla vyplněna především pořady z archivu Československé a České televize. Původně měla vysílat pouze dočasně, ale v roce 2021 bylo rozhodnuto o jejím trvalém ponechání. Roku 2022 však Česká televize oznámila, že kvůli nutnosti omezení finančních výdajů vysílání ČT3 k 1. lednu 2023 ukončí.
Stanice ČT3 vysílala od 5.59 přibližně do druhé hodiny ranní a dostupná byla v pozemním, satelitním a kabelovém vysílání.
Počátkem září 2023 (tedy ještě před svým nástupem do funkce 1. října) představil nově jmenovaný generální ředitel ČT Jan Souček svůj tým i základní cíle, mezi kterými nechyběl návrat kanálu ČT3; jeho slova potvrdil i dosavadní šéf programové divize televize Milan Fridrich, neboť se podle něj ukázalo, že divákům chybí.

## Historie

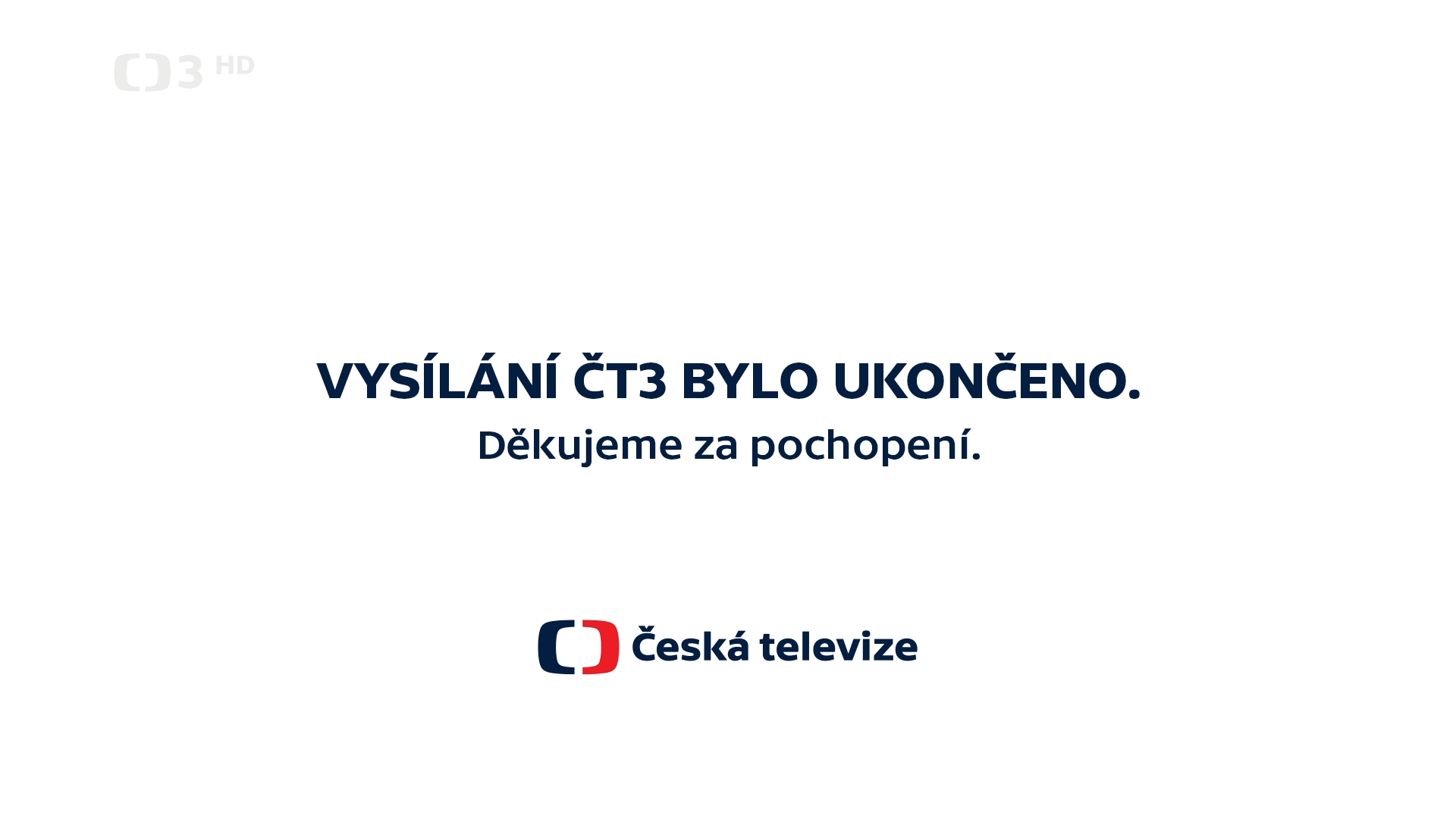
Informace o ukončení vysílání stanice ČT3, která byla dočasně umístěna v lednu 2023 na její programové pozici po odvysílání posledního pořadu Novoroční přípitek

Oznámení o provizorním televizním kanálu ČT3, který převzal označení stanice vysílající v roce 1993, oznámila Česká televize 18. března 2020; dle České televize (ČT) trávili senioři, kteří byli během pandemie covidu-19 ohroženou skupinou, v době krize nejvíce času doma a veřejnoprávní televize jim chtěla poskytnout televizní program uzpůsobený jejich potřebám. Vzhledem k mimořádné situaci přestala ČT vyrábět většinu běžných pořadů a mohla tak finanční prostředky využít na vznik nového kanálu. Na stanici ČT3 se rovněž v prvních měsících její existence vrátili televizní hlasatelé, které Česká televize zrušila v roce 2005. Vysílání ČT3 bylo zahájeno 23. března 2020 v 9 hodin ráno novým pořadem Život na třetí.
V dubnu 2020 Česká televize uvedla, že neplánuje více než šestiměsíční vysílání stanice ČT3 (tedy maximálně do září 2020). V červenci generální ředitel Petr Dvořák na zasedání Rady České televize oznámil, že kanál poběží nejméně do října 2020. O dalším vývoji se mělo rozhodnout v září 2020, kdy Česká televize uvedla, že ČT3 bude v provozu minimálně do konce října toho roku. V říjnu 2020 Česká televize rozhodla, že stanici ČT3 ponechá v provozu minimálně do března 2021. Od 30. listopadu 2020 bylo zahájení ranního vysílání v pracovní dny posunuto na 6. hodinu, odkdy kanál uvádí ranní blok Dobré ráno, souběžně vysílaný s ČT2. V listopadu 2020 Česká televize uvedla, že provoz ČT3 bude zajištěn do června 2021 a případná další existence stanice pak měla záviset na dlouhodobém financování ČT. Od 14. prosince 2020 bylo vysílání ČT3 prodlouženo do hlavního vysílacího času, přibližně do 22. hodiny. Mezi 19. a 20. hodinou začala stanice přebírat zpravodajské relace Události za okamžik, Události a Branky, body, vteřiny.
Rada České televize 24. března 2021 schválila přechod ze zkušebního vysílání na vysílání řádné a souhlasila s jeho financováním do konce roku 2021. Od 12. dubna 2021 rozšířila Česká televize vysílání stanice ČT3 přibližně do druhé hodiny ranní. V listopadu 2021 uvedl generální ředitel Petr Dvořák, že Česká televize počítá se stanicí ČT3 i v následujících letech, ovšem o rok později, v listopadu 2022, Česká televize oznámila, že její provoz bude ukončen na konci roku 2022 z důvodu nutnosti finančních úspor. Vysílání ČT3 skončilo 1. ledna 2023 v prvních minutách nového roku, po Novoročním přípitku.
Zrušení stanice ČT3 kritizoval ve svém komentáři na stránkách týdeníku Naše pravda bývalý komunistický politik Svatomír Recman, který uvedl, že dle jeho názoru jde o „krok ostudný, ideologicky zaměřený, nefér vůči velké skupině platících abonentů veřejnoprávní ČT“. V příkrém rozporu k němu, v článku „Konec vysílání ČT3 není žádná ztráta“, pro zrušení stanice z úsporných důvodů vyjádřil pochopení kulturní redaktor Lidových novin Marcel Kabát; ten ve svém komentáři zmínil nákladnost („oprašovat pořady z archivu není nic levného“), připomněl podfinancovanost a zpochybnil soulad dramaturgie ČT3 se skutečnými preferencemi cílové skupiny.
Na zasedání Rady ČT 19. července 2023 zvolený generální ředitel ČT Jan Souček a programový ředitel Milan Fridrich prohlásili, že by rádi obnovili vysílání ČT3, čemuž by podle Součka mohla napomoci změna obchodní politiky ČT. Plán na obnovu ČT3, jakožto retrokanálu s archivním obsahem pro starší diváky, avšak v inovované podobě i se zaměřením na moderní trendy aktivního životního stylu, a dále na mezigenerační komunikaci a mediální, finanční a digitální gramotnost, zopakovali v září 2023. Uvedli, že stanice by měla být obnovena na podzim 2024 nebo na jaře 2025. V březnu 2024 Souček informoval, že rozhodnutí o jejím případném obnovení má padnout nejdříve na podzim 2024 v souvislosti s vyřešením financování televize v Parlamentu České republiky formou navýšení televizních poplatků. Jejich změna byla definitivně schválena v dubnu 2025, načež generální ředitel uvedl, že stanice ČT3 by se mohla vrátit na podzim 2025.

## Programová skladba
V počátcích vysílání ČT3 se v jejím programu objevily reprízované pořady z archivů České televize, dále tematické magazíny a základní informační servis. Programová skladba stanice zahrnovala především pořady z dob socialismu. Jednalo se např. seriály Eliška a její rod, Nemocnice na kraji města, Rozpaky kuchaře Svatopluka, Byli jednou dva písaři, Píseň pro Rudolfa III., Dynastie Nováků či Jana Eyrová, hudební a zábavné pořady jako Abeceda hvězd nebo Televarieté, pohádky pro pamětníky (např. Kacafírek, O ševci Matějovi nebo Princ Chocholouš) a také televizní soutěž O poklad Anežky České z 90. let 20. století. Od prosince 2020 stanice rozšířila vysílání také o starší zahraniční seriály, např. Haló, haló!, Jistě, pane ministře nebo Randall a Hopkirk. Dne 1. února 2021 byla zavedena zpravodajská relace Zprávy ČT3, kterou kanál do prosince 2021 vysílal každé všední dopoledne od 10.15.
Podle generálního ředitele České televize Petra Dvořáka umožnil vznik stanice ČT3 odvysílat některé archivní pořady, které se na obrazovkách po desetiletí neobjevily, protože se nehodily do programové skladby ostatních kanálů České televize.